# William Sadler
William Thomas Sadler (sinh ngày 13 tháng 4 năm 1950) là nam diễn viên người Mỹ. Năm 2015, Sadler tham gia vào sê-ri truyền hình Z Nation.

## Thời thơ ấu
Sadler sinh ra tại Buffalo, New York, là con trai của Jane và William Sadler. Ông là người gốc Scotland, Anh và Đức.